# Herbertia setosa
Herbertia setosa är en stekelart som först beskrevs av Alan Parkhurst Dodd 1915.  Herbertia setosa ingår i släktet Herbertia och familjen puppglanssteklar. Inga underarter finns listade i Catalogue of Life.